# ガーズィー・ウッディーン・ハイダル・シャー
ガーズィー・ウッディーン・ハイダル・シャー（ヒンディー語：ग़ाज़िउद्दीन हैदर शाह, ウルドゥー語: غازی الدیں حیدر شاہ, Ghazi ud-Din Haidar Shah, 1769年 - 1827年10月19日）は、北インド、アワド藩王国の君主 （在位：1814年 - 1827年）。ムガル帝国からの正式独立前はガーズィー・ウッディーン・ハイダル・ハーン（Ghazi ud-Din Haidar Khan）を名乗っていた。

## 生涯

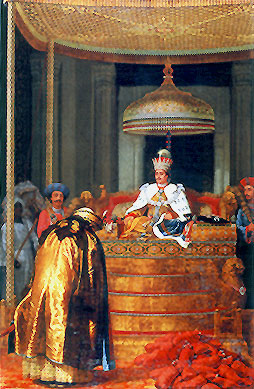
ガーズィー・ウッディーン・ハイダル・シャーの宮廷

1814年7月11日、父であるアワド藩王サアーダト・アリー・ハーン2世が死亡したことにより、ガーズィー・ウッディーン・ハイダル・ハーンが太守位を継承した。
1818年10月19日、ガーズィー・ウッディーン・ハイダル・ハーンは「アワド王」（Padshah-e Awadh）を宣し、自らの名で貨幣を鋳造するようになった。ここからアワドの君主は｢太守｣ではなく「王」として扱われ、王を意味する「シャー」を名乗ったが、太守を意味する「ナワーブ」の称号も併用した。
また、1819年10月8日、ガーズィー・ウッディーン・ハイダル・ハーンはムガル帝国の皇帝アクバル2世に対し、正式に独立を宣言した。これにより、アワドはアワド王国となったわけだが、当然ながらイギリスに従属する藩王国であることに変わりはなく、ラクナウにはイギリスの駐在官が滞在していた。
1827年10月19日、ガーズィー・ウッディーン・ハイダル・シャーは死亡し、息子のナーシルッディーン・ハイダル・シャーが藩王位を継承した。

## ギャラリー
- ガーズィー・ウッディーン・ハイダル・シャーの彫像
- ガーズィー・ウッディーン・ハイダル・シャーの行列（ラクナウ）